# Widji Thukul
Widji Thukul, también conocido como Wiji Thukul, es un poeta indonesio, nacido el 25 de agosto de 1963 en Surakarta, en la isla de Java. Su obra tiene un marcado carácter político y crítico contra el gobierno indonesio y las condiciones de vida de su país. Widji Thukul se encuentra desaparecido desde los disturbios de Yakarta de mayo de 1998. Su poema más conocido es "Una Advertencia", escrito en su vivienda en 1996, en el cual insta a sus compatriotas a rebelarse frente a la opresión ejercida por el poder político.

## Biografía
Widji Thukul nació en Surakarta en 1963, su nombre de nacimiento es Widji Widodo. Hijo de un conductor de bicitaxi, Thukul aprovechaba todas las oportunidades posibles para leer libros. Dejó la escuela para que sus hermanos pudieran seguir estudiando, y empezó a leer poesía y a vagabundear mientras hacía pequeños trabajos. Sus poemas, que leía a los trabajadores y a los granjeros, le atrajeron la enemistad de las autoridades. En 1995, durante la celebración del día de la Independencia de Indonesia, fue arrestado en una galería de arte que había abierto en su barrio. El mismo año, durante una manifestación de trabajadores, recibió el golpe de la culata de un rifle en la cara, causándole daños permanentes en un ojo.
En 1996 se une al Partai Rakyat Demokratik, el Partido Democrático del Pueblo, que servía de oposición frente al "Nuevo Orden" de Suharto, lo cual lo convirtió en un hombre perseguido. Es entonces cuando huye a Borneo, moviéndose rápidamente de sitio en sitio. La última vez que se le vio con vida fue durante una manifestación en Tangerang, en abril de 1998. En mayo de 1998 llamó a su esposa por teléfono, durante unos disturbios en Yakarta. Se sospecha que fue uno de los numerosos manifestantes secuestrados por las fuerzas del gobierno durante las manifestaciones contra Suharto.

## Publicaciones
- Pusi Pelo (Poesía Balbuciante), publicado por Taman Budaya Surakata, Solo, 1984.
- Darman dan Lain-lain (Darman y los Demás), publicado por Taman Budaya Surakata, Solo, 1994.
- Mencari Tanah Lapang (Buscando una Parcela de Tierra Disponible), publicado por Manus Amici, 1994.
- Aku Ingin Jadi Peluru (Quiero ser una Bala), publicado por IndonesiaTera, Magelang, 2000.

## Premios
Buscando una Parcela de Tierra Disponible recibió el premio 'Encourage Award' de la fundación Wertheim, basada en Países Bajos.